# Jiří III. Drašković
Jiří III. Drašković (chorvatsky Juraj III. Drašković, asi 1560 – asi 1607) byl chorvatský generál a velitel ze šlechtického rodu Draškovićů.

## Život
Narodil se jako syn Kašpara Draškoviće a jeho ženy Kateřiny rozené Szekelyové.
O jeho životě a působení se nedochovala mnoho informací. V několika dokumentech je zmíňován společně se svými bratry Janem II. a Petrem. Byl ženatý s Julianou z Herbeštejna.  
V letech 1590–1592 se účastnil bojů o Sisak a v letech 1595 a 1596 v bojoval bitvách a při dobytí Petrinje, poté byl jmenován velitelem vojska a generálem.   